# Andreas Virginius
Andreas Virginius (Nõo, ma Tartumaa része, 1640. február 5. – 1701) balti német evangélikus lelkész, bibliakiadó

## Élete
Apja a pomerániai Wollinból (ma: Wolin, Lengyelország) származó Adrian Virginius teológus volt, aki a Dorpat (ma: Tartu, Észtország melletti Nõo (német nyelven: Nüggen) lelkészeként tevékenykedett. Andreas 1660 és 1701 közt a dél-észt Kambja lelksze volt. 1668-ban kinevezték a tartui konzisztórium tisztviselőjévé. Nagyon szerette volna a livóniai vidéki lakosság iskolai színvonalát emelni, s az iskolarendszer minőségét javítani. 1686-ban iskolát nyitott paraszti származású gyermekek részére Kambjában, ez az iskola az egyik legelső volt a térségben.
Virginiust kora egyik legkiemelkedőbb észt nyelvtudósának tartották. Fiával, Adrian Virginiusszal együtt, aki apjánál is kiemelkedőbb észt nyelvtudós lett, észtre fordították az Újszövetség-et (Wastne Testament). A fordítás elvégzésével Livónia egyházi vezetője, Johann Fischer bízta meg. A mű először Rigában jelent meg 1686-ban 500 példányban, ezt követte 1727-ben a második kiadás. A fordításnak 1926-ig húsz kiadása volt. Az első kiadás teljes címe:
Meije Issanda Jesusse Kristusse Wastne Testament, Echk Jummala Pöhä Sönna, Kumb Perräst ISSANDA JESUSSE KRISTUSSE Sündmist pöhist Ewangelistist nink Apostlist om ülleskirjotetu. Cum Gratia et Privilegio S[acrae] R[egiae] M[ajestetis] Sueciae. RIGA, Gedruckt durch Johann Georg Wilcken, Königl. Buchdr. Im Jahr M DC LXXXVI
1689-ben a svéd hatóságok egy tévedés miatt a munka terjesztését betiltották, ez azonban nem befolyásolta a mű elterjedését. Virginius az Ószövetség egyes könyveit is észtre fordította (pl. Mózes első könyve, Jób könyve, A példabeszédek könyve). Lorenz Moller (elhunyt: 1690 körül) és Marcus Schütz (1639-1707) segítségével Martin Luther Nagy katekizmusát is észtre ültette át. Az ő munkája a Wastne Tarto Mah Keele Laulo Rahmat című evangélikus énekeskönyv is (1685).

## Fordítás
- Ez a szócikk részben vagy egészben  az   Andreas Virginius (Theologe) című német Wikipédia-szócikk ezen változatának fordításán alapul.  Az eredeti cikk szerkesztőit annak laptörténete sorolja fel. Ez a jelzés csupán a megfogalmazás eredetét és a szerzői jogokat jelzi, nem szolgál a cikkben szereplő információk forrásmegjelöléseként.